# NEC V30
« V30 » redirige ici. Pour l'autoroute espagnole, voir V-30.
Le NEC V30 est un microprocesseur fabriqué par NEC Corporation [Quand ?].

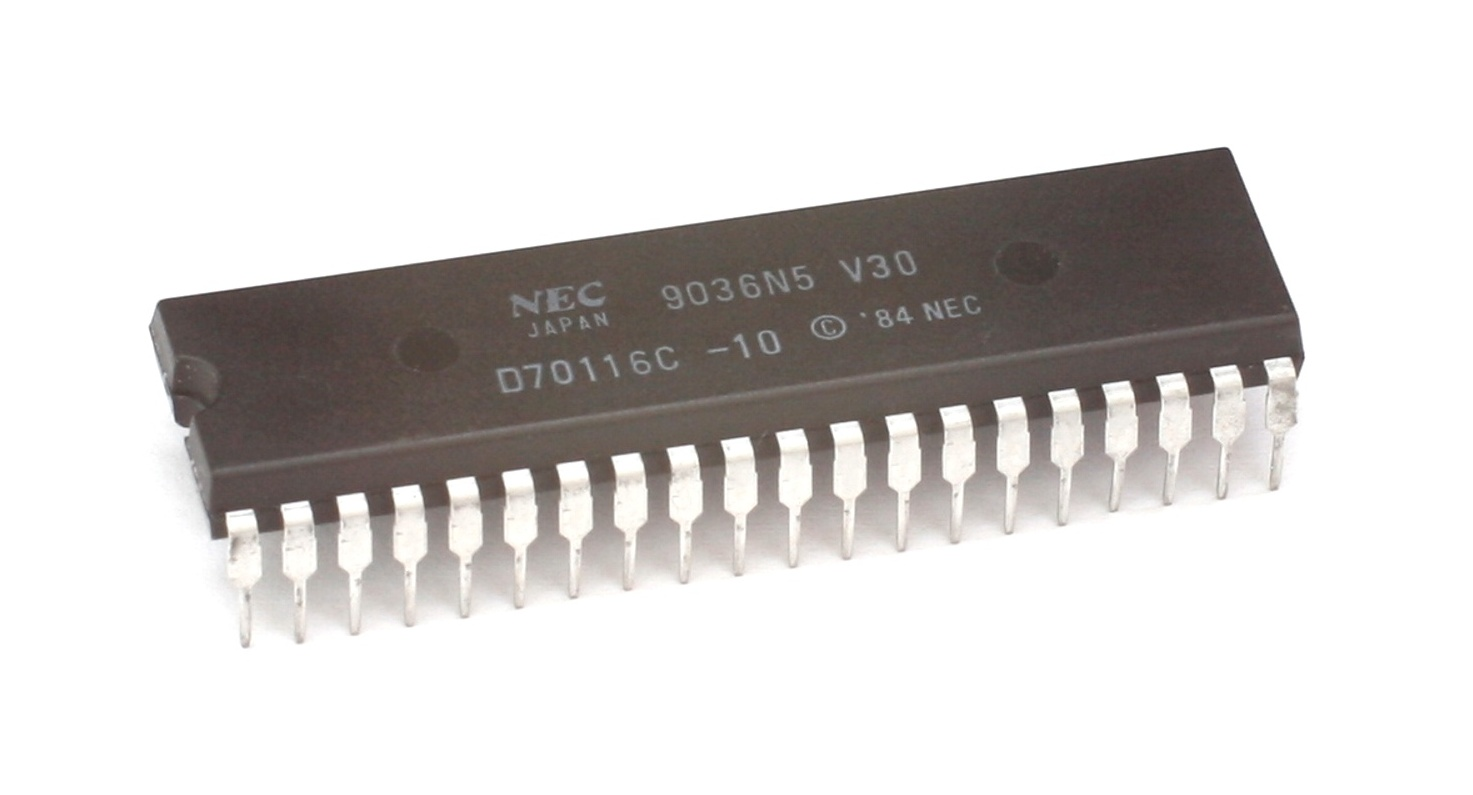
Microprocesseur NEC V30

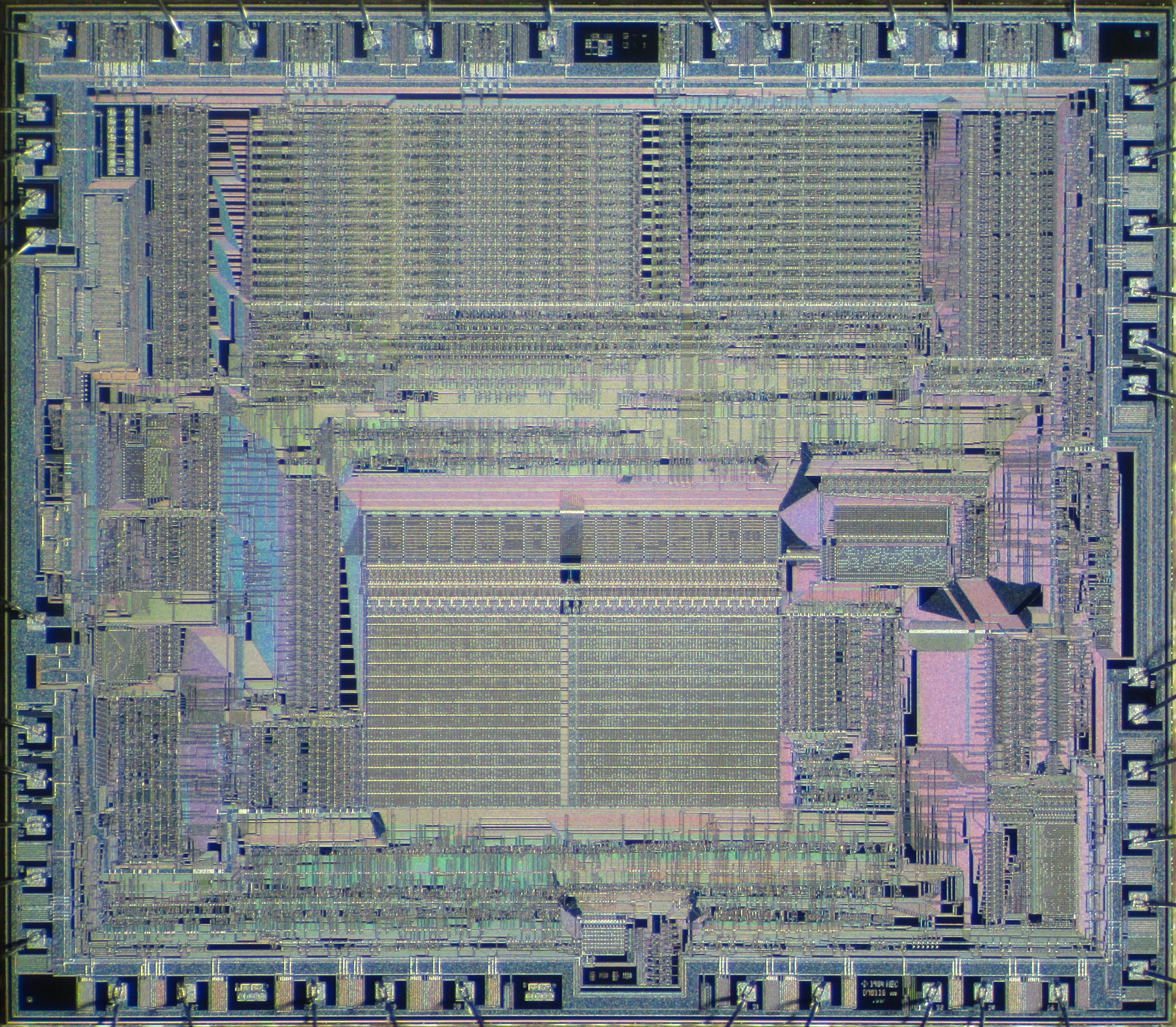
Die d'un NEC V30 (μPD70116)

## Description
Le NEC V30 (μPD70116) est une version améliorée du NEC V20. Il est compatible au niveau du brochage avec le bus de données 16-bit du processeur Intel 8086. Il a été utilisé dans le terminal de central téléphonique GTD-5 EAX classe 5 à la fin des années 1980.
Il a également été utilisé dans du matériel informatique divers comme la Psion Series 3, dans le NEC PC-9801, ou dans des bornes ou systèmes d'arcade divers (notamment ceux fabriqués par Irem) également à la fin des années 1980, ainsi que quelques compatibles PC, tel les Amstrad PPC512 et PPC640.